# Expedição Perry

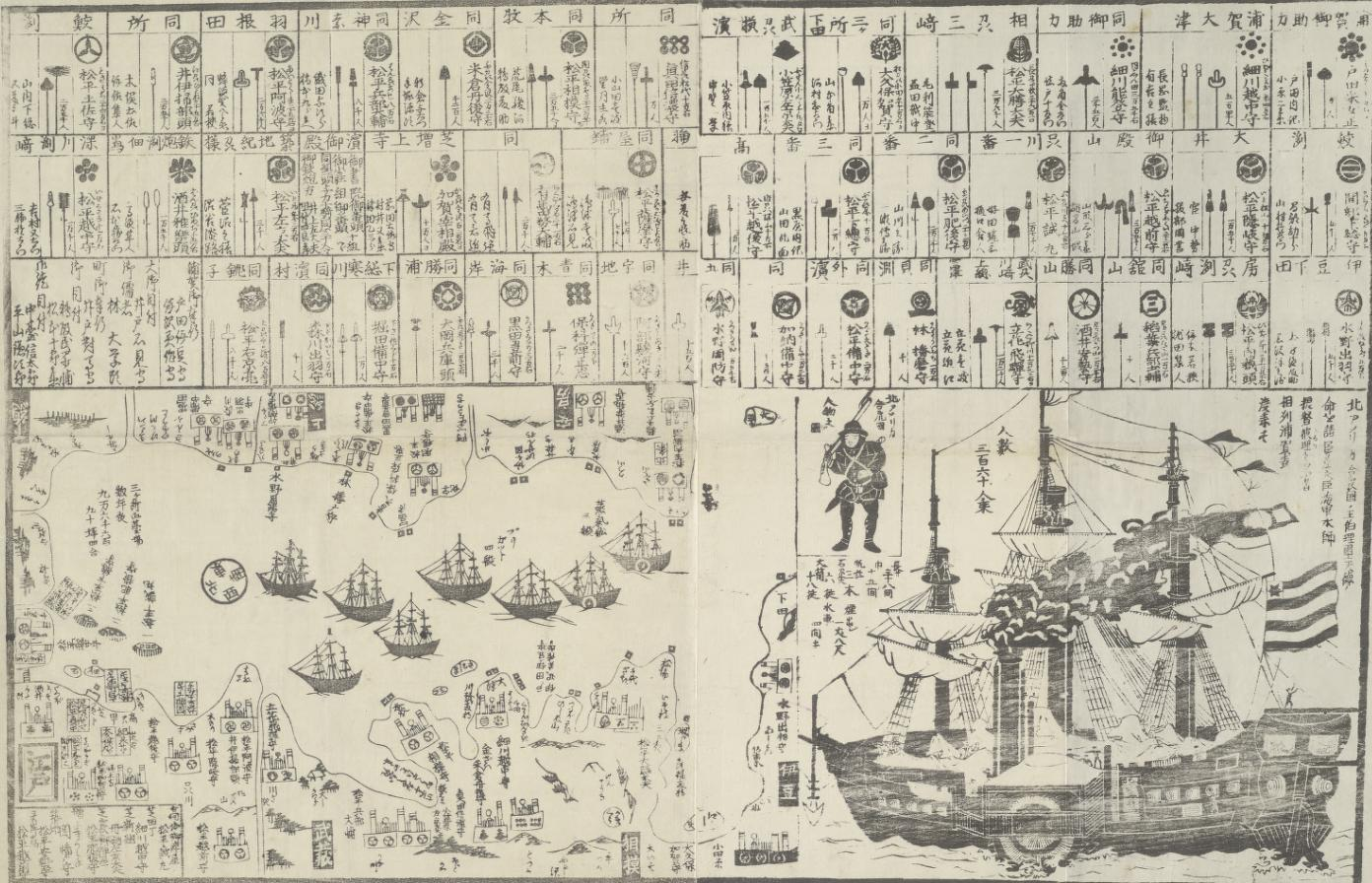
Uma gravura japonesa de 1854 retratando a expedição

A Expedição Perry (japonês :黒船来航, kurofune raikō, "Chegada dos navios negros") foi uma expedição diplomática e militar durante 1853–1854 ao Xogunato Tokugawa envolvendo duas viagens separadas por navios de guerra da Marinha dos Estados Unidos. Os objetivos desta expedição incluíam exploração, levantamento e estabelecimento de relações diplomáticas e negociação de acordos comerciais com várias nações da região; a abertura de contato com o governo do Japão foi considerada uma das principais prioridades da expedição e foi uma das principais razões para seu início.
A expedição foi comandada pelo comodoro Matthew Calbraith Perry, sob as ordens do presidente Millard Fillmore. O principal objetivo de Perry era forçar o fim da política de isolamento de 220 anos do Japão e abrir os portos japoneses ao comércio americano, por meio do uso da diplomacia da canhoneira, se necessário. A Expedição Perry levou diretamente ao estabelecimento de relações diplomáticas entre o Japão e as Grandes Potências ocidentais e, eventualmente, ao colapso do governante xogunato Tokugawa e à restauração do Imperador. Após a expedição, as crescentes rotas comerciais do Japão com o mundo levaram à tendência cultural de Japonismo, em que aspectos da cultura japonesa influenciaram a arte na Europa e na América.